# Wasenbach

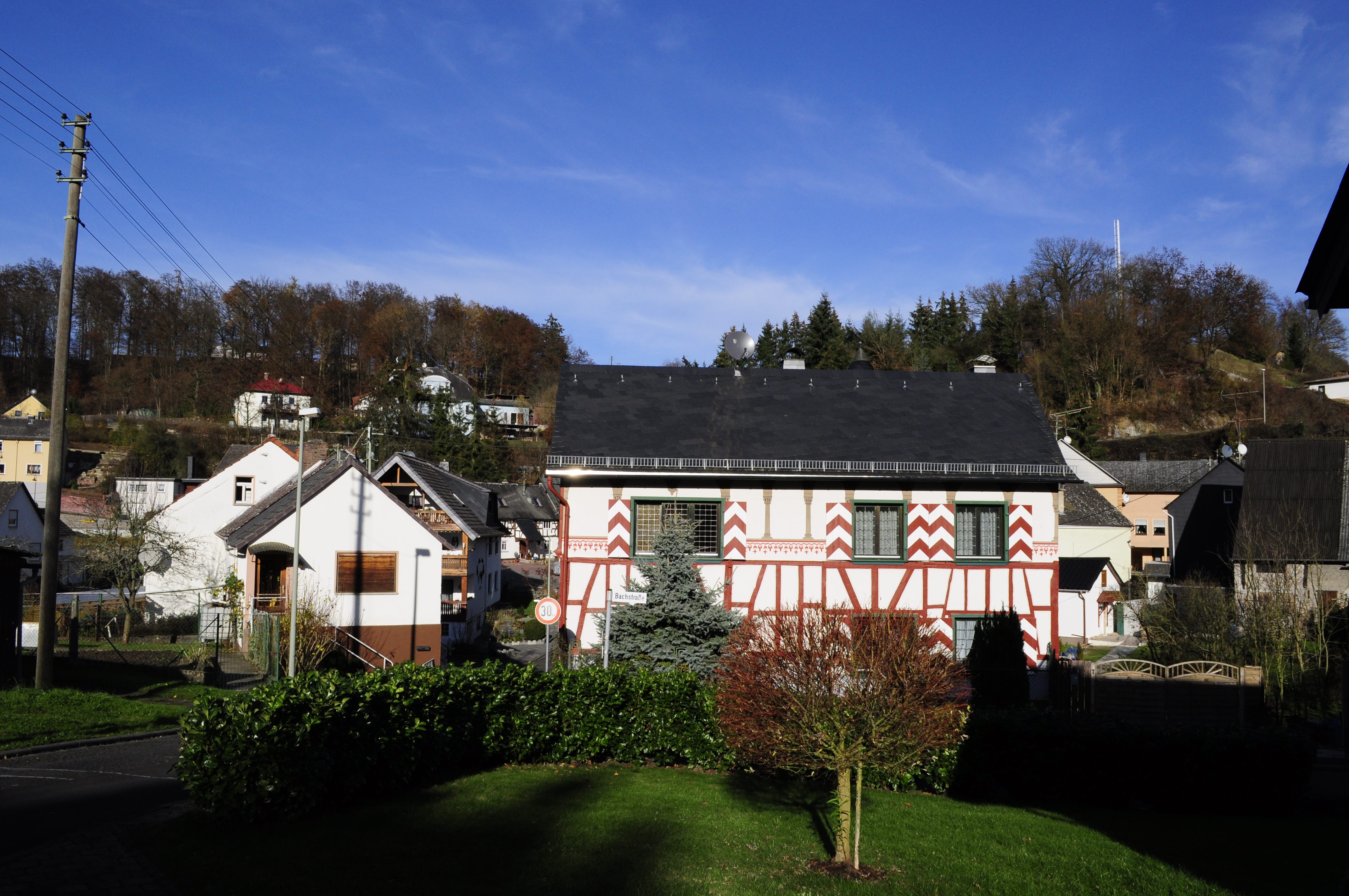
Fachwerkhaus Mühlweg 2

Wasenbach ist eine Ortsgemeinde im Rhein-Lahn-Kreis in Rheinland-Pfalz. Sie gehört der Verbandsgemeinde Diez an.

## Geographie
Wasenbach liegt in einer Talsenke im Taunus (westlicher Hintertaunus) an der Grenze zum Einrich neun Kilometer von Limburg an der Lahn und 16 km von Montabaur entfernt. Zu Wasenbach gehört der Hof Habenscheid, der Rest eines ehemaligen Dorfes.

## Geschichte
Wasenbach wurde am 13. November 1328 zum ersten Mal urkundlich erwähnt. Der damalige deutsche Kaiser Ludwig IV. setzte Johannes und Reinhard von Westerburg zu Gebietsherren der Herrschaft Schaumburg und somit über Biebrich, Cramberg, Habenscheid, Steinsberg, Wasenbach und Wenigenhabenscheid ein. Bei Dörfern, die schon im Hochmittelalter urkundlich erwähnt werden, liegt der Schluss nahe, dass sie bereits länger existierten. Es ist naheliegend, die Gründung Wasenbachs in die Zeit vor 1300 zu datieren, eine Zeit, in der die meisten Dörfer des unteren Lahngebietes zunächst in Talauen – in einer solchen liegt Wasenbach – dann aber auch als Rodungssiedlungen auf den Hochflächen entstanden.
Wasenbachs frühe Geschichte ist eng verbunden mit der Geschichte der Herrschaft Schaumburg. Die schlechte wirtschaftliche Lage des Hauses Westerburg im 14. Jahrhundert führte zu zahlreichen Verpfändungen, die schließlich 1373 und 1378 eine lang dauernde Veräußerung eines Drittels der Herrschaft Schaumburg an das Haus Katzenelnbogen zur Folge hatte. Die Grafen von Katzenelnbogen erneuerten die Pfandschaft in den Jahren 1435 und 1445. Das Dorf Wasenbach war zu dieser Zeit bereits endgültig aus dem Herrschaftsgebiet herausgelöst worden. 1428 wurde Mudersbach von Virneburg mit Wasenbach belehnt. In der Folge drängte er das Haus Westerburg aus seiner anfänglichen Stellung in Wasenbach vollkommen heraus.
Wie bescheiden die Lebensverhältnisse zu dieser Zeit waren, zeigt ein Gemarkungsstreit zwischen dem reichsritterlichen Ort Wasenbach und der zur Landgrafschaft Hessen gehörenden Gemeinde Schönborn. In der Hauptsache ging es um das Weidegangsrecht der Wasenbacher südlich des von Schönborn nach ihrem Dorf führenden Weges. Bei der endgültigen Schlichtung im Jahr 1606 stellte man fest, dass die Grenze der hessischen Landeshoheit, unter der Schönborn stand, nicht betroffen sei.
Wann die Reichsritter von Cronberg, die nächsten Herren von Wasenbach, das Lehen erhielten, ist ungewiss. Jedoch befanden sie sich zur Zeit des Dreißigjährigen Kriegs mit Sicherheit in dessen Besitz. 1632 besetzten schwedische Reiter Wasenbach. Da diese von spanischen Kriegern überfallen und ausgeraubt wurden, glaubten sie, von den Wasenbacher Einwohnern an die Spanier verraten worden zu sein. Sie forderten Schadensersatz, den die Wasenbacher Bevölkerung nicht gewähren konnte und wollte. Daraufhin hielten sie sich durch Plünderungen im Ort schadlos. Im Zuge dieser Kriegshandlungen fielen die zur gleichen Kirchengemeinde gehörenden Orte Habenscheid und Wenigenhabenscheid der völligen Zerstörung anheim.
Johann Nicolaus, letzter Freiherr von Cronberg, residierte auf der Burg Hohlenfels nahe Hahnstätten. Als er im Jahr 1704 kinderlos starb, ging das Lehen von Wasenbach in den Besitz der Freiherren Boos von Waldeck und Montfort. Die Reichsritter Boos aus dem Hunsrück zählten um 1790 mit Wasenbach zum Kanton Mittelrheinstrom und mit Hüffelsheim zum Kanton Niederrheinstrom des Ritterkreises Rhein. Die Reichsritter Boos von Waldeck und Montfort waren die letzten aus niederem Adel, die mit Wasenbach belehnt wurden. 1806 kam der Ort durch die Rheinbundakte zum neu geschaffenen Herzogtum Nassau. Die Regierung des Herzogtums Nassau bewilligte am 3. Juni 1818 eine Entschädigungsrente an Graf Boos von Waldeck in Höhe von 350 Gulden jährlich. Nach einer Beschwerde des Grafen wurde sie ab dem 1. Januar 1818 auf 364 und ab 1822 auf 444 Gulden erhöht.
In der Verwaltungsgliederung des Herzogtums ordnete man das Dorf zunächst dem Amt Catzenelenbogen zu, das 1816 im Amt Diez aufging. Wasenbach verblieb dort bis zur Annexion Nassaus durch Preußen im Jahr 1866.
Im Rahmen der Gebietsreform des Landes Rheinland-Pfalz wurde Wasenbach am 1. Dezember 1970 der Verbandsgemeinde Diez zugeordnet.
Die Einwohnerschaft entwickelte sich im 19. und 20. Jahrhundert wie folgt: 1843: 288 Einwohner, 1927: 271 Einwohner, 1964: 314 Einwohner.

## Religion
Wasenbach ist der römisch-katholischen Kirchengemeinde St. Bartholomäus in Balduinstein zugeordnet und gehört mit dieser zum Pastoralen Raum Diez, welcher selbst wiederum dem Bezirk Limburg im Bistum Limburg eingegliedert ist.
Auf evangelischer Seite ist der Ort der Kirchengemeinde Habenscheid im Dekanat Nassauer Land in der Propstei Rheinhessen-Nassauer Land der Evangelischen Kirche in Hessen und Nassau (EKHN) zugehörig. Die Kirche im Ortsteil Habenscheid ist eine der ältesten Kirchen von Mittel-Nassau.

## Politik

### Gemeinderat
Der Gemeinderat in Wasenbach besteht aus acht Ratsmitgliedern, die bei der Kommunalwahl am 9. Juni 2024 in einer Mehrheitswahl gewählt wurden, und der ehrenamtlichen Ortsbürgermeisterin als Vorsitzender.

### Bürgermeister
Petra Saß wurde am 29. August 2024 Ortsbürgermeisterin von Wasenbach. Bei der Direktwahl am 9. Juni 2024 wurde sie als einzige Bewerberin mit einem Stimmenanteil von 79,2 % für fünf Jahre gewählt.
Der Vorgänger von Petra Saß als Ortsbürgermeister, Reiner Schwarz, war zuletzt bei der Direktwahl 2019 wiedergewählt worden.

## Sehenswürdigkeiten
- ehemalige Pfarrkirche von Habenscheid mit romanischem Turm (1198 erwähnt)
- Fachwerkhaus Mühlweg 2

Siehe auch: Liste der Kulturdenkmäler in Wasenbach

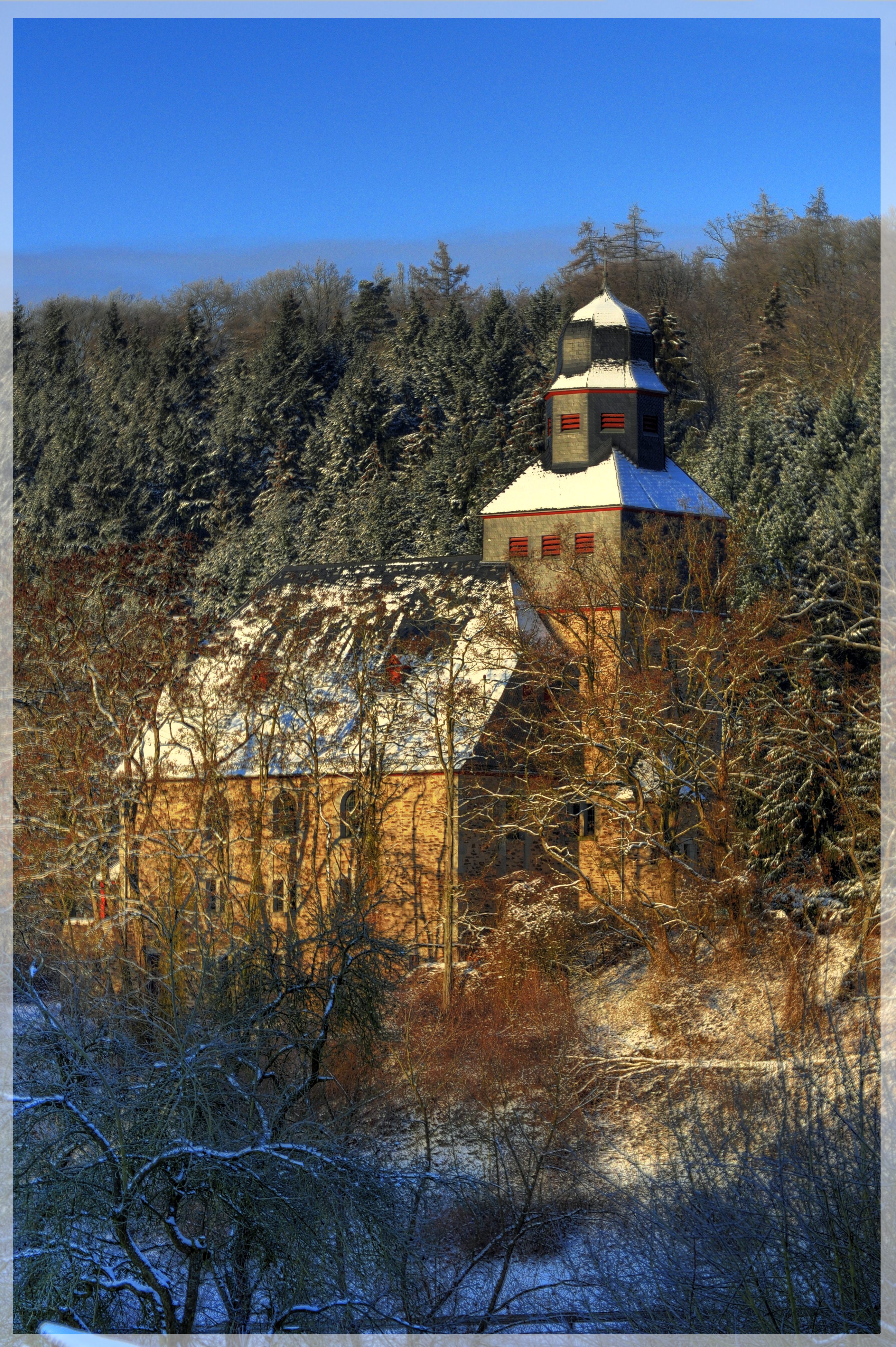
Kirche Wasenbach, Architekt: Ludwig Hofmann
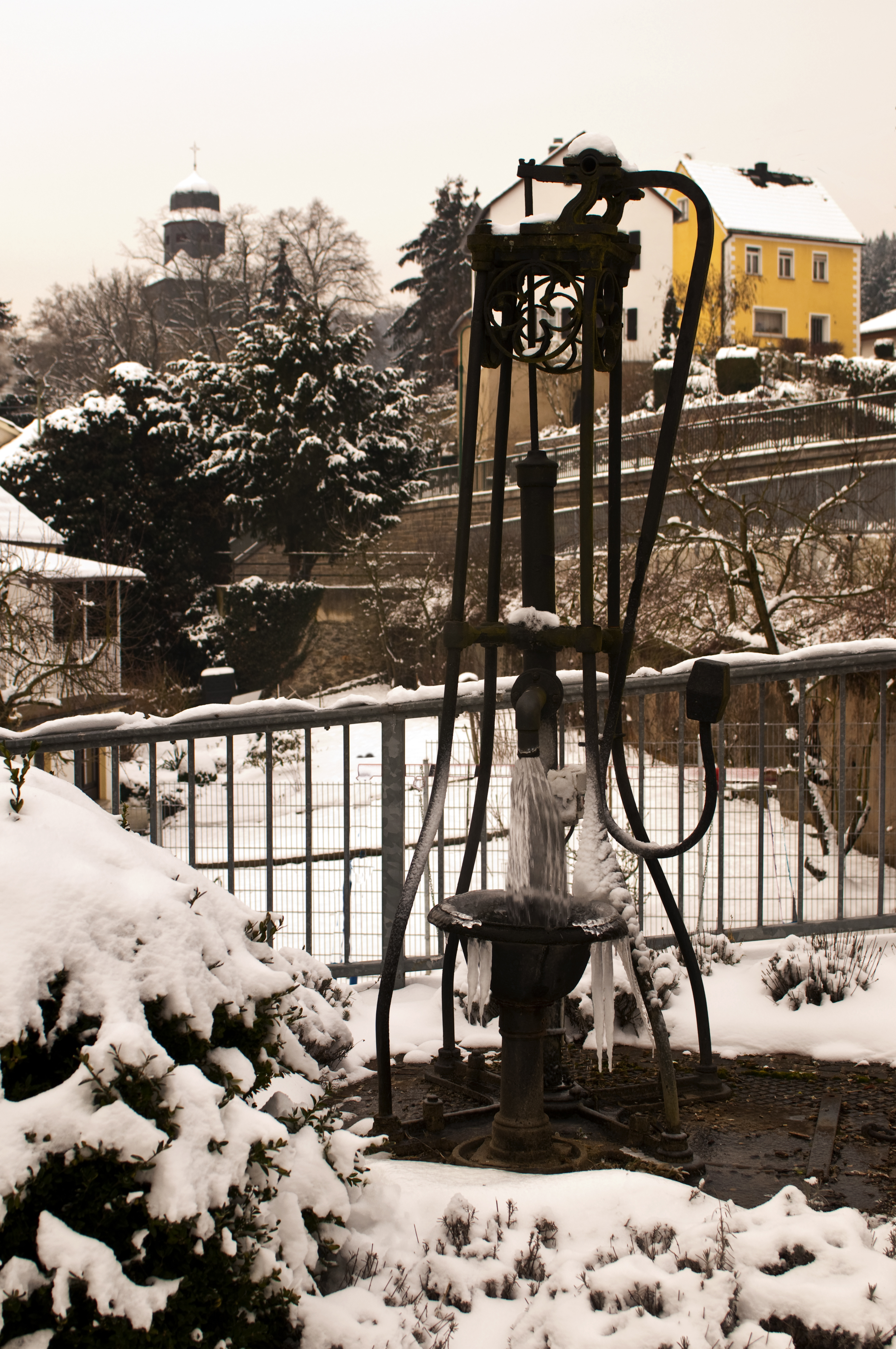
Dorfbrunnen Wasenbach
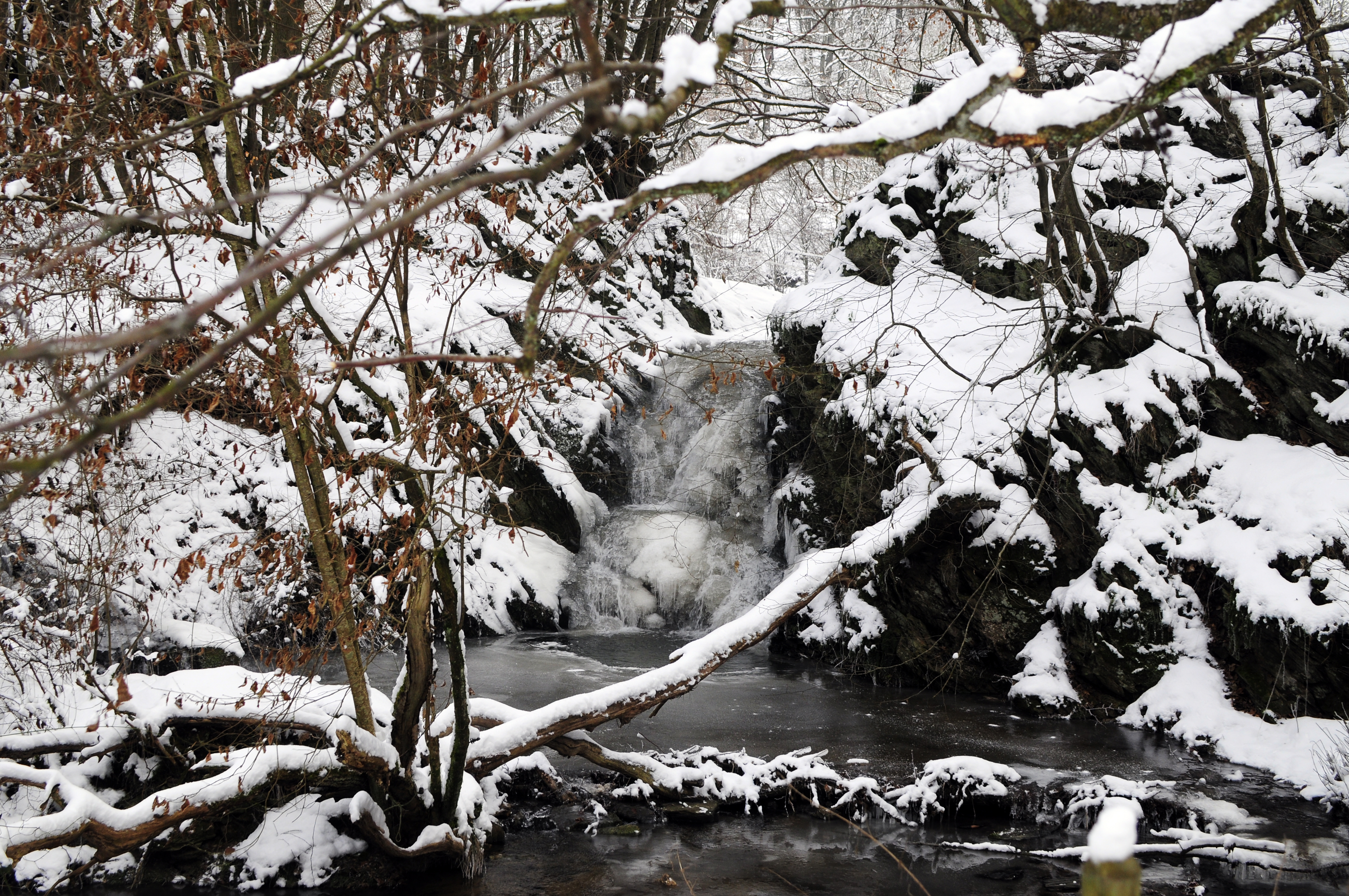
Wasenbach Schönborn Wasserfall
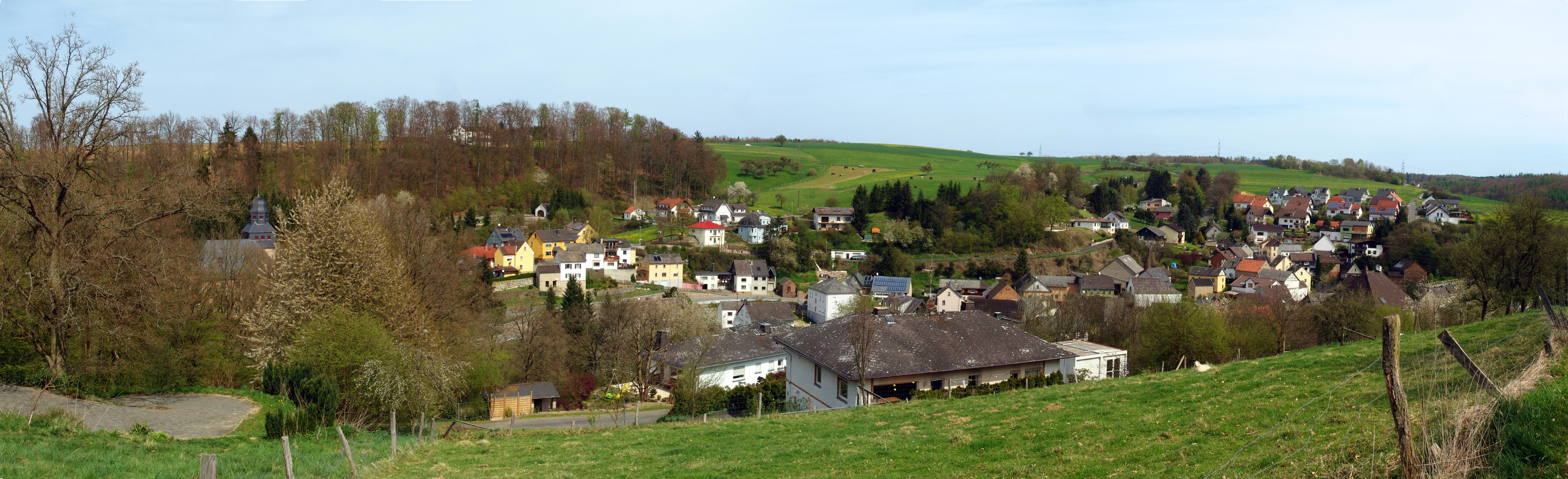
Panorama-Wasenbach
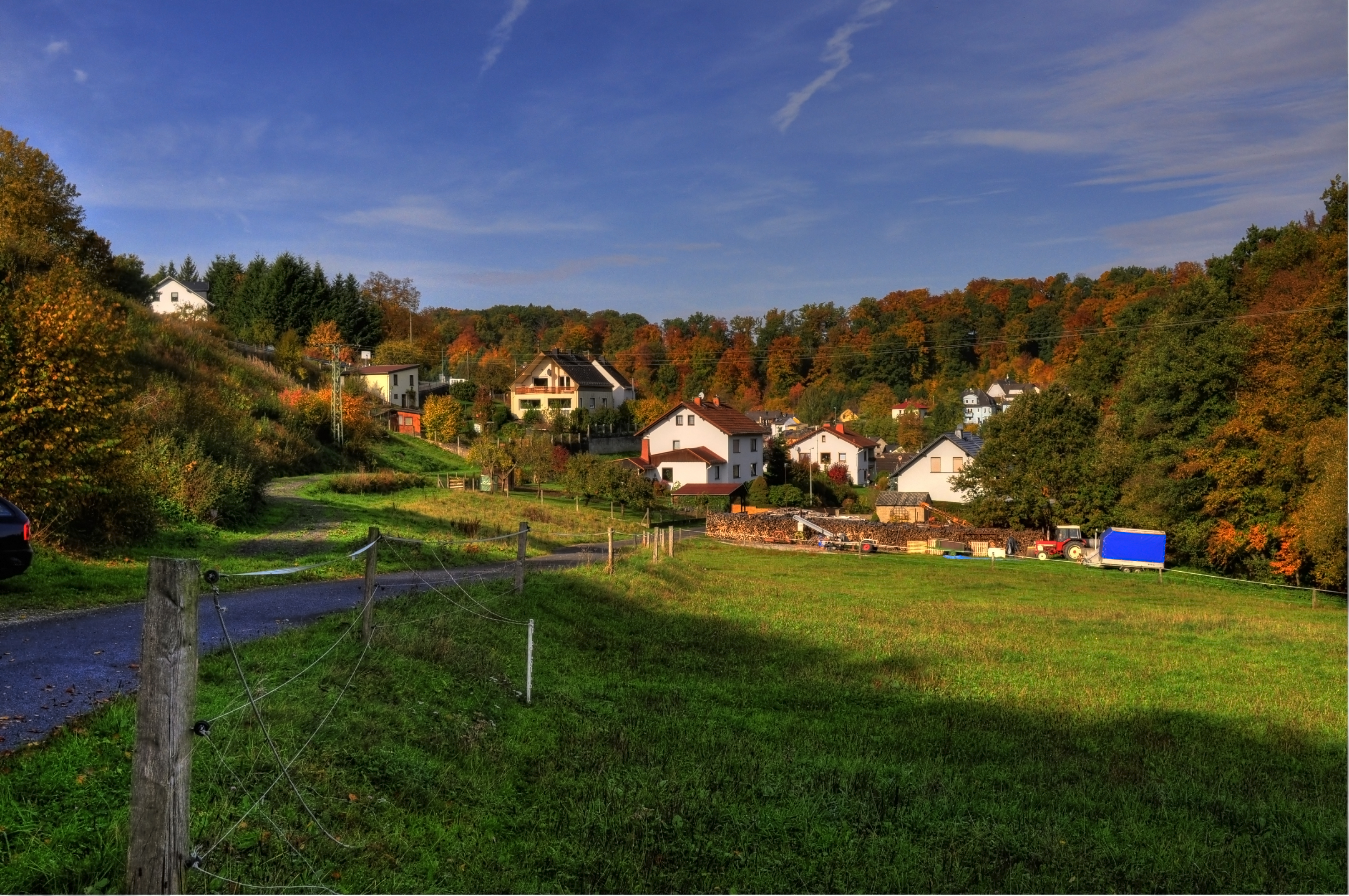
Wasenbach